# Мольорх
Мольо́рх (лат. Molorchus, Fabricius, 1792 = Caenoptera Thomson, 1859 = Conchopterus Fairmaire in Jacquelin du Val, 1864 = Heliomanes Newman, 1840 = Laphyra Newman, 1842 = Linomius Mulsant, 1863 = Sinolus Mulsant, 1863) — рід жуків з родини вусачів. В Українських Карпатах поширені два види, приналежні до двох підродів:
MOLORCHUS Fabricius, 1792
Мольорх малий (Molorchus minor Linnaeus, 1758)
GLAPHYRA Newman, 1840
Мольорх невиразний (Molorchus umbellatarum Schreber, 1792)